# برونلند (ویرجینیای غربی)
برونلند (به انگلیسی: Brounland) یک منطقهٔ مسکونی در ایالات متحده آمریکا است که در شهرستان کاناوا، ویرجینیای غربی واقع شده‌است. برونلند ۱۸۸٫۰۶ متر بالاتر از سطح دریا واقع شده‌است.